# Taispråk
Taispråken är en grupp av språk inom språkfamiljen tai–kadaispråk som talas i och omkring Sydostasien. I gruppen ingår bland annat thai, laotiska, shan (i Myanmar) och zhuang (i Kina).
Taispråken är tonspråk, men det finns stora skillnader emellan de olika språken i gruppen vad gäller tonsystemens struktur. Vanligen finns 4–7 tonem. Taispråkens ordförråd består huvudsakligen av enstaviga ord.
Traditionellt har taispråken indelats i tre undergrupper (jämför till exempel Li Fang-kuei 1960); sydvästliga taispråk, centrala taispråk och nordliga taispråk. Av dessa är det otvetydigt den sydvästliga gruppen som innehåller flest språk, fler än 30 stycken. Det har både föreslagits att de sydvästliga och de centrala taispråken bör slås ihop, som att en nordvästlig undergrupp (med till exempel dehong och khamti) bör brytas ut. 
En alternativ indelning ges av Ethnologue, med fyra undergrupper; förutom de tre nämnda ovan, även en grupp östcentrala taispråk bestående av ett enda språk: turung. Turungfolket talar dock idag inte längre något taispråk, utan istället ett tibetoburmanskt språk – singpho, och mycket lite information finns att tillgå vad gäller det taispråk de ursprungligen talade. Det kan därför ifrågasättas om det är rimligt att utifrån så bristfälliga data uppställa en egen undergrupp.